# Альберт Саксонский (1934)
Принц Альберт Иосиф Мария Франц-Ксавьер Саксонский (нем. Albrecht (Albert) Joseph Maria Franz-Xaver Prinz von Sachsen Herzog zu Sachsen; 30 ноября 1934, Бамберг — 6 октября 2012, Мюнхен) — немецкий аристократ и историк, глава Саксонского королевского дома, титулярный король Саксонии и маркграф Мейсена (23 июля — 6 октября 2012). Последний из альбертинцев, рождённый не в морганатическом союзе.

## Биография
Родился в Бамберге (Бавария). Четвертый ребёнок и второй сын Фридриха Кристиана Саксонского (1893—1968), маркграфа Мейсена, главы Саксонского дома (1932—1968), и принцессы Елизавете Елене фон Турн-и-Таксис (1903—1976). Младший брат принца Марии Эммануэля Саксонского (1926—2012), главы Саксонского дома (1968—2012).
Альберт получил среднее образование в федеральной гимназии в Брегенце (Австрия). Он получил аттестат зрелости в 1954 году. Затем вместе с родителями переехал в Мюнхен, где они при содействии родственников из семьи Турн-и-Таксис приобрели себе дом. В Мюнхене Альберт учился в университете имени Людвига Максимилиана. Вначале он изучал макроэкономику, затем перешел на факультет истории и этнографии. 13 февраля 1961 года он защитил докторскую диссертацию про своего предка, короля Саксонии Иоганна и его реформы коммерческого права в Саксонии.
30 января 1960 года принц Альберт вместе со своим отцом Фридрихом Кристианом, старшим братом Марией Эммануэлем и некоторыми саксонскими дворянами основали Кружок саксонской истории и культуры (Studiengruppe für Sächsische Geschichte und Kultur e.V.), капитул Военного Ордена Святого Генриха, Ассоциацию немцев из Дрездена и Ассоциацию переселенных немцев (Heimatvertriebene) в Мюнхенском университете. Этот кружок стал одним из крупнейших исторических обществ в Западной Германии. После окончания учёбы Альберт работал в качестве историка и референта. Он изучал историю Герцогства и Королевства Саксонского, в частности, отношения Саксонии с Баварией.
Иногда принц Альберт Саксонский избирался вице-президентом Ассоциации Центральной Германии (Bund der Mitteldeutschen). В 1972 году он стал членом Центра немецкой культуры (Mitteldeutschen Kulturrat e.V.), где он представлял интересы свободного государства Саксония.
Летом 1982 года он получил разрешение посетить Саксонию, где он был только в детстве. Он побывал на родине еще в 1983 и 1985 годах. Затем принцу Альберту по неизвестным причинам был запрещен въезд в ГДР до 1989—1990 годов. 22 января 1990 года он участвовал в демонстрации в Дрездене, где неожиданно обратился к народу, он рассказал о задаче населения перестроить Саксонию и закончил словами: «Да здравствует Саксония, Германия, Европа и Западно-христианская культура».
В последующих выборах в Саксонский парламент он баллотировался как кандидат от Немецкого социального союза, но не был избран в депутаты, а также не попал в качестве консультанта в состав новоизбранного правительства Саксонии. После воссоединения Германии Альберт пытался вернуть некоторые из бывших семейных владений.

## Брак
Альберт Саксонский женился морганатическим браком на польке Эльмире Хенке (1930—2022), уроженке города Лодзь. Гражданская церемония состоялась 10 апреля 1980 года в Мюнхене, а религиозный обряд был совершен 12 апреля 1980 года в католической церкви Театинеркирхе в том же самом Мюнхене. Эльмира помогала мужу в его научно-исторических исследованиях; она специализировалась на этнографических темах. Альберт и Эльмира не имели детей.

## Преемственность
В Саксонском королевском доме ведется спор о главенстве. Спор связан с тем, что у последнего легитимного главы дома Марии Эммануэля, маркграфа Мейсена (1926—2012) нет детей.
Первым наследником считался племянник Марии Эммануэля — принц Иоганн Альберт Саксен-Кобург-Готский (1969—1987), единственный сын его младшей сестры Матильды от брака с принцем Иоганном Генрихом Сакен-Кобург-Готским. После ранней смерти принца Иоганна Мария Эммануэль стал рассматривать в качестве потенциального наследника другого своего племянника Александра Афифа (род. 1954), старшего сына его другой сестры Анны-Марии Саксонской от брака с Роберто де Афиф, принцем Гессафе. Однако брак Анна-Марии Саксонской и Роберто де Афифа противоречил традиционному закону Саксонского дома, который признает равные династические браки, дававшие детям от этих браков права на наследование династических прав. 14 мая 1997 года Эммануэль Саксонский объявил своего племянника Александра де Афифа своим наследником. Был составлен документ, который подписал ряд старших представителей Саксонского дома, в том числе и принц Альберт со своей женой Эльмирой. Через два года, 1 июня 1999 года, Мария Эммануэль, маркграф Мейсена, официально усыновил своего племянника Александра Афифа, который еще с 1972 года именовался «принц Саксен-Гессафе».
Летом 2002 года принц Альберт Саксонский отказался признать решение своего старшего брата Марии Эммануэля. Его поддержали двоюродные братья, принцы Альбрехт-Дедо и Рупрехт-Геро Саксонские. В 2003 году Альберт заявил, что только принц Рюдигер и его сыновья должны продолжить прямую линию Альбертинской линии дома Веттинов, чтобы избежать угасания династии. Однако Мария Эммануэль Саксонский вплоть до своей смерти продолжал считать своим наследником племянника и приёмного сына Александра Саксен-Гессафе.
Сразу же после смерти принца Марии Эммануэля в конце июля 2012 года принц Альберт объявил себя главой Саксонского королевского дома, приняв номинальные титулы короля Саксонии и маркграфа Мейсена. Согласно Журналу «Eurohistory» на похоронах своего старшего брата Эммануэля Альберт встретился с племянником Александром и признал его маркграфом Мейсенским. Однако это утверждение опроверг сам Альберт в своём последнем интервью, которое он дал после похорон брата. Принц Александр Саксен-Гессафе, ссылаясь на документ от 1997 года, также объявил себя главой Саксонского королевского дома.
6 октября 2012 года 77-летний принц Альберт скончался в больнице Мюнхена и был похоронен в Дрездене на Старом католическом кладбище рядом с могилой композитора Карла Марии фон Вебера.
После его смерти о своих претензиях на главенство заявил принц Рюдигер Саксонский (1953—2022), единственный сын принца Тимо Саксонского (1923—1983) от морганатического брака и двоюродный племянник Марии Эммануэля и Альберта. При жизни принц Мария Эммануэль Саксонский отказывался признавать Рюдигера полноправным членом Саксонского королевского дома. Рюдигер со своими сторонниками провел демонстрацию перед собором в знак протеста против решения покойного Марии Эммануэля признать Александра Гессафе в качестве наследника. На сайте семьи принца Рюдигера была заявлено, что после смерти принца Альберта именно он становится новым главой Саксонского королевского дома.

## Титулы
- 30 ноября 1934 — 23 июля 2012 — «Его Королевское Высочество Принц Альберт Саксонский, герцог Саксонии»
- 23 июля 2012 — 6 октября 2012 — «Его Королевское Высочество Маркграф Мейсена».

## Публикации принца Альберта
- Die Reform der sächsischen Gewerbegesetzgebung (1840—1861), PhD thesis, University of Munich, 1970
- Dresden, Weidlich, Frankfurt 1974, ISBN 3-8035-0474-0
- Leipzig und das Leipziger Land, Weidlich, Frankfurt 1976, ISBN 3-8035-8511-2
- Die Albertinischen Wettiner — Geschichte des Sächsischen Königshauses (1763—1932), 1st ed., St.-Otto-Verlag, Bamberg, 1989, ISBN 3-87693-211-4; 2d ed., Gräfelfing, 1992, ISBN 3-87014-020-8
- Weihnacht in Sachsen, Bayerische Verlagsanstalt, Munich, 1992, ISBN 3-87052-799-4
- Die Wettiner in Lebensbildern, Styria-Verlag, Vienna, Graz and Cologne, 1995, ISBN 3-222-12301-2
- Die Wettiner in Sachsen und Thüringen, König-Friedrich-August-Institut, Dresden, 1996
- Das Haus Wettin und die Beziehungen zum Haus Nassau-Luxemburg, Bad Ems, 2003
- Bayern & Sachsen — gemeinsame Geschichte, Kunst, Kultur und Wirtschaft (with Elmira of Saxony and Walter Beck), Universitas, Munich, 2004, ISBN 3-8004-1462-7
- Königreich Sachsen: 1806—1918; Traditionen in Schwarz und Gelb, Verlagsgesellschaft Marienberg, 2007, ISBN 978-3-931770-67-9